# Дусанова, Надия Юсуповна
Надия Юсуповна Дусанова (узб. Nadiya Yusupovna Dusanova; 17 ноября 1987 года, Ташкент, Узбекистан) — легкоатлетка Узбекистана, специализирующаяся в прыжках в высоту, мастер спорта Республики Узбекистан международного класса, старший лейтенант Вооруженных сил Узбекистана. Участница Летних Олимпийских игр (2008, 2012, 2016 годах), трёхкратная чемпионка Азии, трёхкратная призёр Азиатских игр, двукратная чемпионка Азиатских игр в помещениях, чемпионка Азии в помещениях, чемпионка Игр исламской солидарности, призёр Континентального кубка IAAF.

## Карьера
Начала тренироваться у Андрея Попова на стадионе Пахтакор (Ташкент), затем у Валентины Лебединской, а с 2014 года у заслуженного тренера Узбекистана Алима Ахмеджанова. С 2006 года начала успешно выступать на международной арене. В этом году на Чемпионате Азии по лёгкой атлетике в помещении в Паттайя (Таиланд) заняла пятое место с результатом 1.78 м. На Чемпионате Азии по лёгкой атлетике среди юниоров в Макао завоевала бронзовую медаль с результатом 1.84 м. А на Чемпионате мира по лёгкой атлетике среди юниоров в Пекине (Китай) с результатом 1.80 м заняла одиннадцатое место.
В 2008 году принимала участие на Летних Олимпийских играх в Пекине (Китай), но выступила неудачно и с результатом 1.85 м в квалификации заняла лишь 26-е место. В этом же году на Кубке Узбекистана по лёгкой атлетике прыгнула 1.98 м, повторив рекорд Азии.
В 2009 году на Чемпионате Азии в Гуанчжоу (Китай) с результатом 1.90 завоевала серебряную медаль. В этом же году на Азиатских играх в помещениях в Ханой (Вьетнам) завоевала золотую медаль с результатом 1.93 м. Однако на Чемпионате мира по лёгкой атлетике в Берлине (Германия) с результатом 1.89 м в квалификации заняла лишь 24 место и не прошла в финал. В 2010 году на Летних Азиатских играх в Гуанчжоу (Китай) с результатом 1.93 м завоевала серебряную медаль. На Чемпионате мира по лёгкой атлетике в помещении в Доха (Катар) с результатом 1.91 была лишь седьмой. В этом же году участвовала на первом Континентальном кубке IAAF в Сплит (Хорватия), где завоевал бронзовую медаль с результатом 1.88 м.
В 2012 году на Летних Олимпийских играх в Лондоне (Великобритания) прыгнула лишь на 1.85 м и заняла в квалификации 20-е место.
В 2013 году на Чемпионате Азии по лёгкой атлетике в Пуна (Индия) с результатом 1.90 м завоевала титул чемпионки континента. В этом же году Надия Дусанова стала бронзовым призёром турнира серии Мирового вызова IAAF по лёгкой атлетике в Пекине (Китай).
В 2014 году на Летних Азиатских играх в Инчхон (Республика Корея) завоевала бронзовую медаль с результатом 1.89 м. В 2014 году указом президента Узбекистана Ислама Каримова награждена медалью «Шухрат».
В 2016 году на Чемпионате Азии по лёгкой атлетике в помещении в Доха (Катар) с результатом 1.88 м завоевала серебряную медаль. В этом же году на Летних Олимпийских играх в Рио-де-Жанейро (Бразилия) с результатом 1.92 в квалификации заняла двадцатое место и завершила выступление.
В 2017 году на Чемпионате Азии по лёгкой атлетике в Бхубанешваре (Индия) завоевала золотую медаль с результатом 1,84 м. На Азиатских играх в помещении в Ашхабаде (Туркменистан) заняла первое место с результатом 1,86 м. На Играх исламской солидарности в Баку (Азербайджан) также была первой. Однако на Чемпионате мира по лёгкой атлетике в Лондоне с результатом 1,85 м в квалификации заняла лишь 21-е место и не прошла в финал турнира. В этом же году за весомый вклад в развитие физической культуры и спорта награждена Международной спортивной премией «Золотой мангуст».
В 2018 году на Летних Азиатских играх в Джакарте (Индонезия) взяла высоту в 1,94 м и завоевала серебряную медаль. В этом же году на Чемпионате Азии по лёгкой атлетике в помещении в Тегеране (Иран) завоевала золотую медаль с результатом 1,87 м.
В 2019 году на Чемпионате Азии по лёгкой атлетике в Доха (Катар) с результатом 1,90 м завоевала титул чемпионки. Однако на Чемпионате мира по лёгкой атлетике в Доха (Катар) квалификации показала лишь 26-й результат и не пробилась в финал турнира. На этапе Гран-при Азии в Пекине (Китай) с результатом 1.89 м завоевала золотую медаль и на этапе в Чунцин (Китай) также завоевала золото.